# 鷲谷修也
鷲谷 修也（わしや なおや、1988年10月3日 - ）は、北海道登別市出身の元プロ野球選手（外野手）、元陸上競技選手（短距離走）、車椅子ソフトボール選手。

## 経歴

### 小・中学校時代
小学3年生の時に野球を始める。登別西陵中時代はリトルシニアチームでプレーし、3年時に北海道大会で準優勝。複数の強豪校から勧誘を受けたが、見学した時の雰囲気が気に入ったという駒大苫小牧高に特待生として入学。田中将大と同期となる。

### 高校時代
1年夏までは「落ちこぼれ組」だったが、香田誉士史監督のアドバイスで打撃が向上し秋の明治神宮野球大会で初めてベンチ入りする。2005年の第87回全国高等学校野球選手権大会に出場、優勝メンバーとなる。翌2006年春には不振となり一時ベンチ入りメンバーからも外れたが、夏の南北海道大会では2打席連続本塁打、第88回全国高等学校野球選手権大会にはレギュラーとして出場し3回戦の青森山田高戦でも本塁打を放つ。早稲田実業高と対戦した決勝と再試合では斎藤佑樹に対し6打数0安打3三振。再試合の途中で代打を送られたこともあって自信をなくし、卒業後は野球から離れることにした。

### 在米時代
スポーツトレーナーの勉強をするつもりで筑波大をスポーツ推薦で受験するが不合格となり、半年間英語を勉強した後アメリカ・カリフォルニア州のデザート短大の一般入試を受けて合格。学歴を得るための入学だったが、評価の足しになればと送った高校時代のプレーのビデオが関係者の興味を引き、野球部へ入ることになる。
同州南部の短大などが集まるリーグで4番・右翼手として4割近い打率を残したことで複数のメジャー球団から調査書が送られてくるようになり、2008年のMLBドラフト42巡目（全体で1261番目）でワシントン・ナショナルズから指名を受ける。「気持ちの準備ができていない」として指名を辞退したものの、この指名によって野球に対し真剣に取り組む気持ちになったという。
2年目も打率3割をキープし盗塁数も増えるなど活躍。2009年6月のMLBドラフト14巡目（全体で412番目）で再びナショナルズから指名され、当初は4年制大学への編入を希望したが指名を許諾した。その理由について「オフに北海道に戻って多くの人が応援してくれていることを知りチャレンジを決めた」と語っている。日本人選手がドラフト指名を経て選手契約を結ぶのは、2002年にコロラド・ロッキーズが当時アリゾナ・ウェスタン短期大学に所属していた坂本充を指名したのに続き2例目だった。
短大は首席で卒業し、卒業式ではスピーチを行った。
2009年、ルーキークラスのガルフコーストリーグ・ナショナルズで40試合に出場し打率.246、14打点、12盗塁、左翼手で18試合、右翼手で12試合、中堅手で6試合に出場しチームのリーグ優勝に貢献した。
2010年1月にはピッツバーグ・パイレーツに所属する岩村明憲の合同自主トレーニングに参加しハイA(1A)でのプレーを目指した。春のキャンプでは有望選手のグループに入れなかったものの、ウエイトトレーニングなどの効果が表れ始めていた同年6月中旬、ルーキーリーグ開幕を前に同チームから解雇され、日本に帰国した。

### 独立リーグ時代
その後社会人野球チームから誘いがあったものの元プロであることから断念。駒大苫小牧高監督だった香田のつてでベースボール・チャレンジ・リーグの石川ミリオンスターズを紹介され、2010年7月15日に入団が発表された。守備が安定せず指名打者での出場が増え、打率も当初は4割を超えていたものの肩の痛みもあって最終的に3割まで低下した。
2011年5月4日、本人の希望により石川ミリオンスターズを退団。6日には、右肩痛などの影響もあることから現役引退を表明した。

### 現役引退後
2011年12月に上智大学外国語学部英語学科への3年生の編入試験に合格、2012年4月に入学した。入学後は陸上短距離走に転身している。当初100mのタイムは11秒44だったが、同年7月に追い風参考記録ながら11秒18をマーク。ジャマイカのレーサーズ・トラック・クラブでの合同トレーニングにも参加した。
2014年に大学卒業した後は外資系証券会社に入社した。その後、2022年9月に三井物産に転職し、金属資源本部で働いている。
上智大学在学時、陸上部の合宿で知り合った齊藤雄大に誘われ、車椅子ソフトボールを初めてプレイする。しばらくは車椅子ソフトボールから離れていたが、2015年に再び齊藤に車椅子ソフトボールの練習に誘われ、競技を再開。同年7月、「東京レジェンドフェローズ」の一員として全日本車椅子ソフトボール選手権大会に出場し、優勝。同年9月初開催のライオンズカップ車椅子ソフトボール大会にも主力の一人として出場した。2016年には上智大学在学生やOB・OGを中心とした「上智ホイールイーグルス」を立ち上げ、主将を務めた。
学生野球資格回復制度研修を受講し、2023年2月3日付で資格を回復している。

## 詳細情報

### 年度別打撃成績
| 年 度     | 球 団     | 試 合 | 打 数 | 得 点 | 安 打 | 二 塁 打 | 三 塁 打 | 本 塁 打 | 打 点 | 盗 塁 | 犠 打 | 犠 飛 | 四 球 | 死 球 | 三 振 | 併 殺 打 | 打 率 | 出 塁 率 | 長 打 率 | O P S |
| --------- | --------- | ----- | ----- | ----- | ----- | -------- | -------- | -------- | ----- | ----- | ----- | ----- | ----- | ----- | ----- | -------- | ----- | -------- | -------- | ----- |
| 2010      | 石川      | 33    | 115   | 14    | 35    | 4        | 2        | 1        | 10    | 10    | 7     | 1     | 12    | 1     | 24    | 0        | .304  | .375     | .400     | .775  |
| 2011      | 石川      | 7     | 14    | 2     | 1     | 0        | 0        | 0        | 0     | 0     | 0     | 0     | 1     | 0     | 4     | 0        | .071  | .133     | .007     | .140  |
| 通算：2年 | 通算：2年 | 40    | 129   | 16    | 36    | 4        | 2        | 1        | 10    | 10    | 7     | 1     | 13    | 1     | 28    | 0        | .279  | .347     | .419     | .766  |

### 背番号
- 3 （2010年 - 2011年）

## 関連書籍
- 『鷲谷修也の挑戦』文武両道で叶えるメジャーへの道[20] （遠藤友彦 エイチエス、2009年） ISBN 978-4-903-70714-3 （新装版として同社より2010年に発行分有 ISBN 978-4-864-08918-0）
- 節丸裕一『最強世代1988　田中将大、斎藤佑樹、坂本勇人、前田健太･･････11人の告白』講談社、2011年